# بازگشت پلنگ صورتی
بازگشت پلنگ صورتی (The Return of the Pink Panther) فیلمی کمدی، محصول سال ۱۹۷۵ است. این فیلم چهارمین فیلم از سری پلنگ صورتی و سومین فیلم از این سری با بازی پیتر سلرز در نقش بازرس کلوزو می‌باشد.